# Joan Muyskenweg

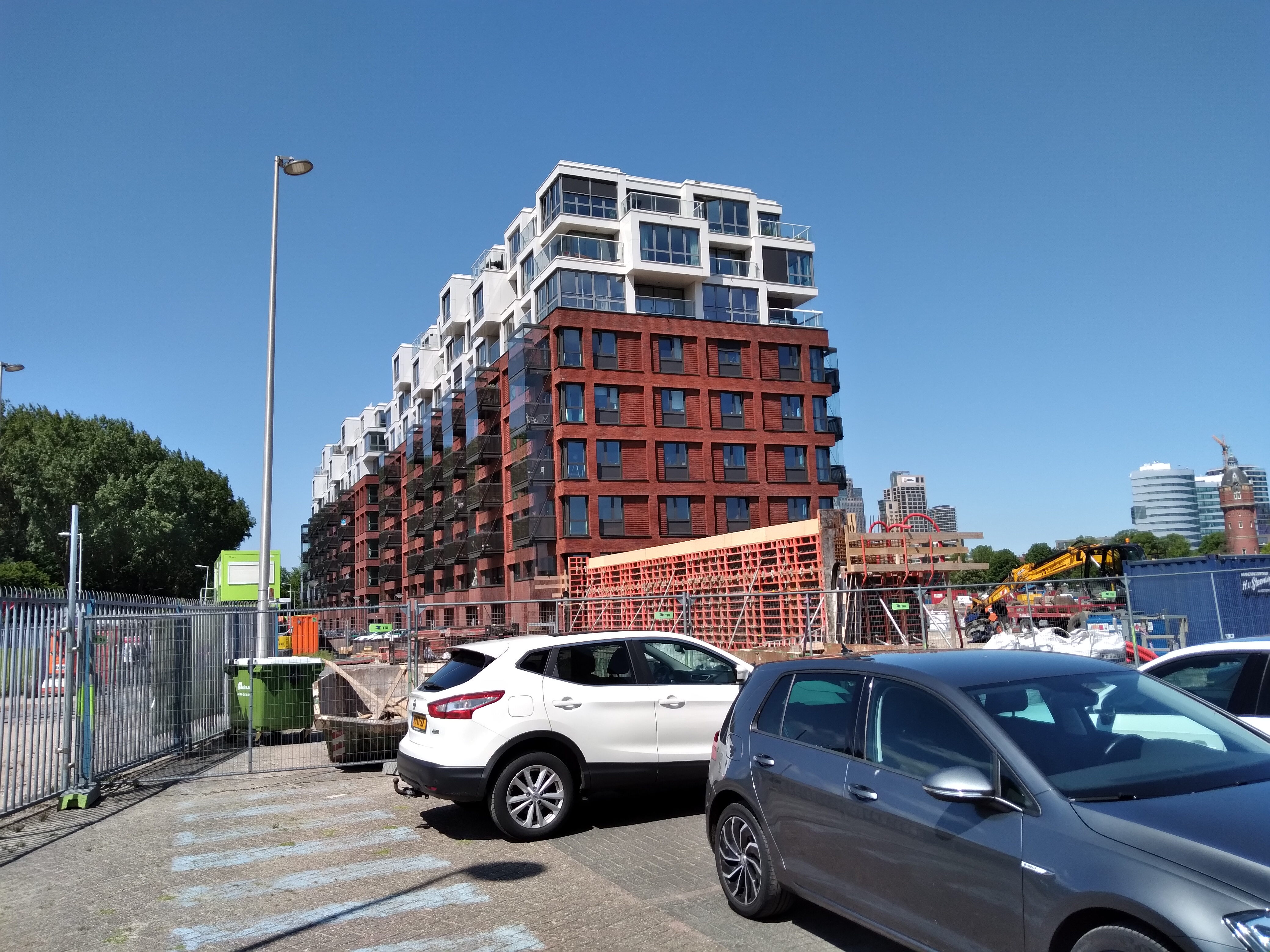
Gebouw Enter (mei 2021)

De Joan Muyskenweg is een straat die begint in Amsterdam-Oost (wijk Overamstel) en eindigt in Duivendrecht in gemeente Ouder-Amstel.

## Geschiedenis en ligging
De weg kreeg haar naam per raadsbesluit 4 januari 1956 en werd daarbij vernoemd naar Joan Muysken een ingenieur en industrieel manager, bekend als directeur (1901-1928) van Werkspoor.
De weg begint in het verlengde in een afslag van de Rijksweg 2 (hier Nieuwe Utrechtseweg geheten), die naar het noorden trekt en botst op de oevers van de Amstel. Bij een T-kruising splitst de afslag in de Jan Vroegopsingel (naar het westen) en de Joan Muyskenweg (naar het oosten). De weg krijgt nadat ze onder de Utrechtsebrug is gedoken een scherpe hoek naar het zuiden. Ze heeft dan opnieuw verbinding met Rijksweg 2 en loopt dan een stuk tussen die rijksweg en de Duivendrechtsevaart. Sinds 31 mei 2022 is er een T-kruising met de Amstelstroomlaan. Bij de Joan Muyskenmetrobrug passeert ze de gemeentegrens. In Duivendrecht eindigde ze na de ongelijkvloerse kruising zonder afslag met de Rijksweg 10 tot 2019 op de Van der Madeweg. Nadien is de weg doorgetrokken tot het Duivendrechtse deel van de Spaklerweg, waar ze overgaat in de Stationsstraat naar Station Duivendrecht. Een bijzonderheid is dat voor de plaatsnaam en postcode voor het gedeelte van de straat in Ouder-Amstel de plaatsnaam Amsterdam-Duivendrecht wordt gebruikt.
De straat heeft haar leven te danken aan de bouw van de Utrechtsebrug in de periode 1951-1954. Amsterdam kon toen beginnen met het aanleggen van een bedrijventerrein ten zuiden daarvan, al zou dat nog enkele jaren duren. De straat is rond 1960 voor het verkeer opengesteld ter ontsluiting van het nieuwe bedrijvengebied Overamstel, maar hield steeds op waar dat bedrijvengebied ophield; ze groeide met het bedrijventerrein dat uitgroeide tot Amstel II en Amstel Business Park mee.

## Gebouwen
De gebouwen staande aan Joan Muyskenweg refereren aan die inrichting. Het zijn op een enkele uitzondering na bedrijfsgebouwen. In een van de gebouwen (huisnummer 25) was ooit Coca Cola gevestigd met bottelarij etc. Wanneer Amsterdam de bedrijventerreinen aan de rand van de stad wil herinrichten tot woonwijken, ontsnapt het noordelijk deel van de Joan Muyskenweg daar ook niet aan. De buurt is in de 21e eeuw onderdeel van de herbestemming Amstelkwartier en krijgt de naam Amstelkwartier West. Desondanks zijn de Basiswerkplaats Rail sinds 1973 en de openlucht Garage Zuid sinds 2000 van het Amsterdamse vervoerbedrijf GVB gevestigd aan de straat (huisnummer 29). In dat gebouw heeft Mary Schoonheyt in 1973 de wandschildering Oase van fantasie, ook wel Kantinebaai laten zetten. Het werd door kunsthistoricus Yteke Spoelstra ingeschat als topwerk (binnen segmenten Behoudenswaardig, Waardeval en Top) met als genre-indeling Popart.Ook werd ter gelegenheid van het 75-jarige bestaan van het GVB, na eerst op de tentoonstelling Halte 75 te hebben gestaan, op 16 september 1975 de afgezaagde kop van de gesloopte drieassige motorwagen 537/937 als blikvanger aan de gevel van de basiswerkplaats geplaatst. Deze kop heeft hier nog vele jaren in verwaarloosde toestand gestaan.

### Joan Muyskenweg 4-6
Die herbestemming is met name te vinden in het gebouw Joan Muyskenweg 4 en 6. Hier werden in de jaren zeventig vier identieke spierwitte kantoorgebouwen neergezet. Onder andere AKO, Audax en Delta Lloyd waren er als huurder en ook als eigenaar gevestigd. Delta Lloyd Vastgoed liet ze vervolgens tot op het casco strippen, liet de vier oorspronkelijke gebouwen aaneen bouwen tot twee grotere gebouwen en liet die voorzien van nieuwe gevels, waarbij ook balkons aan de constructie werden gehangen. Die constructie was dermate stevig dat het mogelijk was op de bestaande bouw drie extra verdiepingen te plaatsen, wel van een lichtere constructie dan het originele gebouw. Zo kon “doorgebouwd” worden tot de maximale hoogte als vermeld in het bestemmingsplan. De extra verdiepingen kregen een witte kleur mee en zijn (net als de buitengevels etc.) ontworpen door Chris Arts van Ector Hoogland Architecten. De kantoorruimten leverden 191 woningen op. Het gebouw werd in 2020 opgeleverd onder de naam Enter ("Binnenkomst").
Op 3 juni 2023 brak er een grote brand uit in het noordelijke van de twee panden. Dat pand, met 95 woningen, werd vervolgens onbewoonbaar verklaard. Niet alleen de uitgebrande woningen bovenin, maar ook de ruim tachtig woningen daaronder waren lange tijd onbewoonbaar en worden pas sinds najaar 2024 (1 jaar en 3 manden later) weer bewoond.

### Joan Muyskenweg 8-10
Hoe snel de ontwikkelingen in die gebied elkaar opvolgden blijkt op deze plek. Vanwege de toenemende drukte liet Euromotel hier rond 1961 een gebouw neerzetten naar ontwerp van Arthur Staal. Het werd een standaard motel met een hoofdgebouw van drie bouwlagen en een lange arm van twee bouwlagen. Het motel kreeg een benzinepomp voor de deur etc. Al eind jaren tachtig was dit motel te klein; werd afgebroken en vervangen door hoogbouw van 36 meter verdeeld over twaalf verdiepingen. Het werd een landmark in de omgeving die volstaat met laagbouw. Het ontwerp was dit maal afkomstig van Guru Boparai, die meerdere hotels in Amsterdam ontwierp. In 1994 verdween de naam Euromotel en werd vervangen door Altea Hotels en Mercure Hotel.

## Toekomst
In het kader van die herbestemming is door de gemeenten Amsterdam, Ouder-Amstel, Rijkswaterstaat en de VRA een intentieverklaring opgesteld om de Joan Muyskensweg aan de noordkant door te trekken tot over de Utrechtsebrug. In dat plan zou de A2 eindigen op knooppunt Amstel, waarbij er een nieuwe afrit zou komen, aansluitend op de Van der Madeweg. Dat deel rijksweg zou afgeschaald worden tot stadsweg, waardoor er ruimte zal ontstaan voor woningbouw.

## Openbaar vervoer
Sinds 1997 rijdt er, behalve een nachtbus en garageritten, geen buslijn meer door de straat.